# Web Application Description Language
Die Web Application Description Language (WADL) ist ein XML-basiertes Dateiformat, das HTTP-basierte Anwendungen beschreibt, wie sie vorwiegend im WWW und in Intranets vorkommen. WADL unterstützt dabei vor allem die Beschreibung von REST-basierten Webservices und nimmt für diese Klasse von Anwendungen eine vergleichbare Rolle ein wie WSDL für SOAP-basierte Webservices.
WADL hat zum Ziel, Dienste im Internet (oder jedem anderen IP-basierten Netz) in maschinenlesbarer Form zu beschreiben und damit die Entwicklung von Anwendungen im Stil des Web 2.0 zu vereinfachen.